# Anauxesis elongatoides
Anauxesis elongatoides är en skalbaggsart som beskrevs av Stefan von Breuning 1949. Anauxesis elongatoides ingår i släktet Anauxesis och familjen långhorningar.
Artens utbredningsområde är Kenya. Inga underarter finns listade i Catalogue of Life.